# Rote Armee Fraktion
De Rote Armee Fraktion (RAF, Nederlands: Rode-Legerfractie) was de actiefste naoorlogse links-extremistische terreurgroep in het toenmalige West-Duitsland. De RAF werd door de West-Duitse overheid consequent aangemerkt als een criminele groepering met de naam Baader-Meinhof-bende. De organisatie werd in 1970 opgericht door onder meer Horst Mahler, Gudrun Ensslin en Andreas Baader, die later gezelschap kregen van Ulrike Meinhof. De groep was verantwoordelijk voor vermoedelijk minstens 34 moorden en talrijke bankovervallen en bomaanslagen. In 1998 meldde de RAF dat ze zichzelf had opgeheven.
In de periode 1970-1988 pleegde de RAF vooral aanslagen op leden van de regering, bedrijfsleven en veiligheidsdiensten in West-Duitsland. Hoewel het precieze aantal slachtoffers moeilijk te bepalen is, is duidelijk dat hun terreuractiviteiten een zware tol eisten, vooral in Duitsland zelf. Het was een van de meest gewelddadige terroristische groeperingen in de geschiedenis van West-Europa.
Incidenteel bleek dat de organisatie ook aanwezig was in Nederland, dat waarschijnlijk als schuilplaats en uitvalsbasis werd gebruikt. Hiervan bleek bij min of meer toevallige confrontaties met de Nederlandse politie. Op 22 september 1977 werd in Utrecht de brigadier Arie Kranenburg doodgeschoten en de hoofdagent-rechercheur Leen Pietersen verwond door kogels uit het RAF-lid Knut Folkerts en zijn vriendin Rosela Dietrich en bij een politie-onderzoek in een flat in Amsterdam-Osdorp werden daar de vingerafdrukken aangetroffen van RAF-leden Christoph Wackernagel en Rolf Clemens Wagner, die verdacht werden van betrokkenheid bij de ontvoering en de moord op de West-Duitse werkgever-voorzitter Hanns Martin Schleyer, procureur-generaal Siegfried Buback en bankier Jürgen Ponto. Wackernagel en Gert Schneider, een ander RAF-lid dat voor Wagner werd aangezien, waren later betrokken bij een schietpartij aan de Pieter Calandlaan in Amsterdam-Osdorp waarbij de Nederlandse politieagenten Piet Zoet, Joop Serno en Herman van Hoogen gewond raakten.
Er waren ook enkele slachtoffers in andere landen, zoals in Frankrijk (1 dode in 1975) en Zweden (2 doden in 1975).
In West-Duitsland zelf worden in totaal minstens 34 doden en 58 gewonden toegeschreven aan terreur-acties van de RAF.

## Achtergrond
Vooral in de studentenbeweging ontstond er aan het eind van de jaren zestig steeds meer onvrede over het feit dat veel bestuurders uit het nazi-tijdperk nog steeds 'waakten' over de fundamenten van de (West-)Duitse samenleving. Dit besef ging hand in hand met een kritische analyse van het kapitalisme en de consumptiemaatschappij. Een van de doelen van de Rote Armee Fraktion was om schoon schip te maken met de kapitalistische orde van de Duitse maatschappij. Het realiseren van dit doel zag de groep in het zich ondergronds en bewapend tegen dit systeem verzetten.
De naam van de groep was afgeleid van het Japanse Rode Leger, de term "Fraktion" (een eenheid binnen de communistische beweging) werd toegevoegd om het verband met de internationale marxistische strijd te benadrukken. De organisatiestructuur en handelwijzen waren grotendeels geïnspireerd op de Tupamaros, de linkse stadsguerrilla uit Uruguay, en de Braziliaanse ALN (Nationale Bevrijdingsactie) van Carlos Marighella, en met de Fedayeen van de Palestijnse diaspora. Het is bekend dat er banden waren met de toenmalige Duitse Democratische Republiek (DDR). Zo werd aan Inge Viett, lid van de RAF én de Beweging van de Tweede Juni, onderdak verschaft door de DDR. Buiten de rechtstreekse politieke belangen in het kader van de Koude Oorlog had de DDR er belang bij om op de hoogte te zijn van op handen zijnde acties van beide groeperingen, teneinde haar Stasi-spionnen in het Westen geen gevaar te laten lopen als gevolg van de verhoogde paraatheid van de regering van de Bondsrepubliek.

## Samenwerking
Voor zover bekend werkte de RAF samen met enkele andere organisaties, namelijk met het PFLP, en later met de Belgische CCC en de Franse Action directe. Er werden middelen gedeeld, zoals wapens en springstof, of men hielp elkaar met de aanschaf ervan. Ook financieel stond men elkaar bij. Daarnaast volgden RAF-leden trainingen in kampen en kregen zij de beschikking over schuilplaatsen. Dit zou onder meer gebeuren in de DDR en het Midden-Oosten.
Over de exacte toedracht en de mate van samenwerking is geen zekerheid. De gemene deler van de partijen was vaak eenzelfde strategische analyse van het kapitalisme en imperialisme. Ook met de Brigate Rosse, ETA en de IRA zou naar verluidt een licht, verkennend contact mogelijk zijn geweest.

## Eerste generatie
De leden van de zogenaamde eerste generatie (bestaande uit Andreas Baader, Gudrun Ensslin, Horst Mahler, Ulrike Meinhof, Jan-Carl Raspe en verschillende anderen) waren vanaf 1970 tot en met 1972 actief. In juni 1972 werden zij aangehouden en korte tijd later tot levenslange gevangenisstraffen veroordeeld. Wegens het gevaar voor de Duitse samenleving werden de opgepakte groepsleden in extra bewaakte inrichtingen geplaatst. Uit protest tegen hun detentieomstandigheden gingen zij meerdere malen in hongerstaking waarbij zij vaak hun doel bereikten. Holger Meins overleed echter op 9 november 1974 tijdens een hongerstaking, ondanks dat hij aan strenge dwangvoeding onderworpen was.
Nog meer leden van de eerste generatie stierven in de jaren 1974-1980 in de gevangenis, na verschillende mislukte pogingen van de tweede generatie om de groepsleden vrij te krijgen. Allemaal stierven ze met zelfmoord als officiële doodsoorzaak. Bewijzen voor het tegendeel zijn niet geleverd, maar een van de weinige overlevenden van de eerste generatie, Irmgard Möller, heeft altijd bestreden dat er zelfmoord is gepleegd. Ook sommige anderen, niet slechts sympathisanten, maar ook juristen en buitenlandse experts, hebben de officiële lezing in twijfel getrokken.

## Tweede generatie / Duitse Herfst

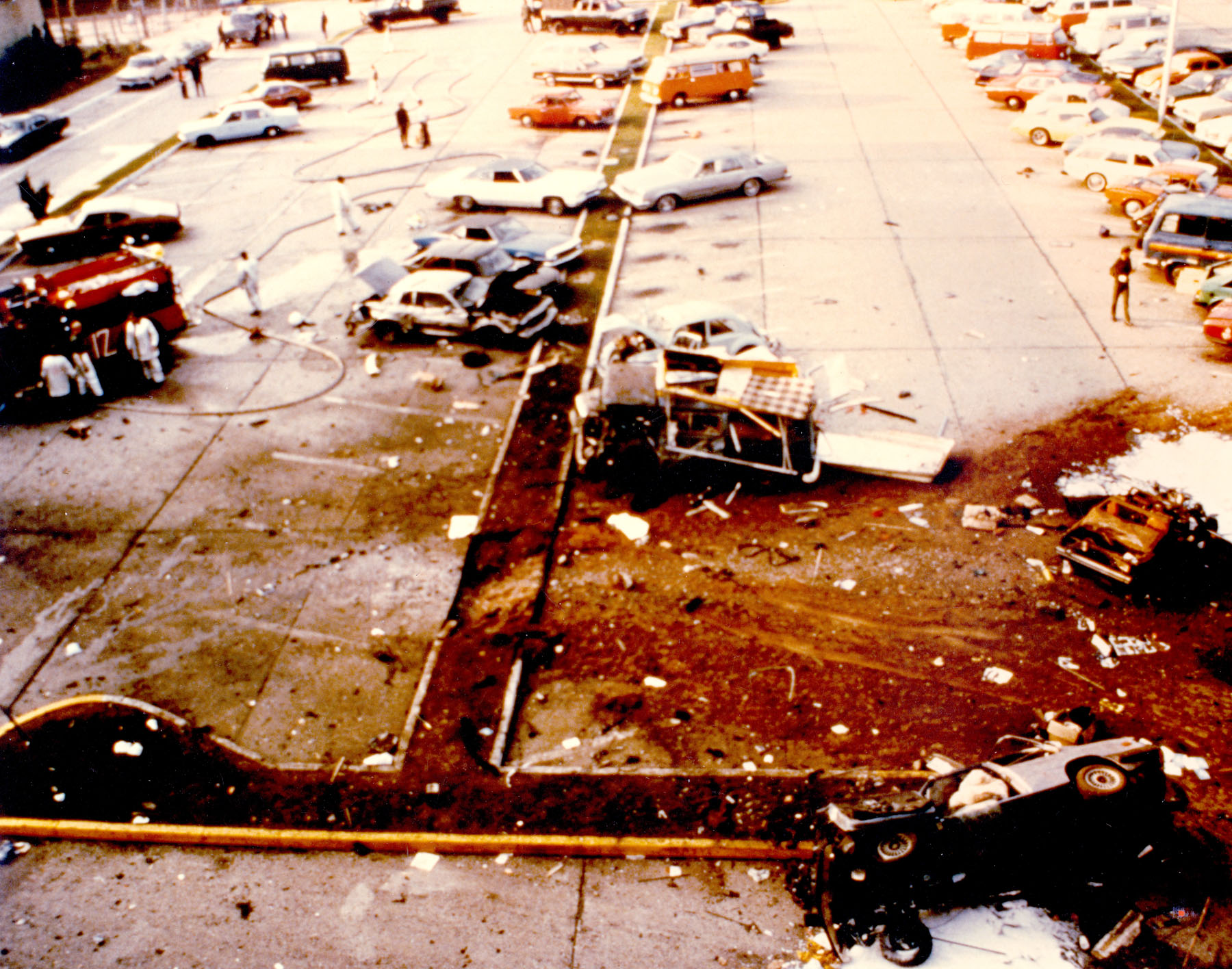
De schade na een bomaanslag op de Amerikaanse luchtmachtbasis in Ramstein in 1981

Met name in de herfst van 1977 veroorzaakte de RAF grote onrust in Duitsland, die leidde tot een nationale crisis. In Duitsland staat deze periode bekend als Deutscher Herbst.
Op 30 juli 1977 werd Jürgen Ponto, directeur van de Dresdner Bank, doodgeschoten. Verder werd Hanns Martin Schleyer ontvoerd, om de druk op de Bondsregering op te voeren en de eerste generatie van de RAF vrij te krijgen. Om de druk verder op te voeren, besloot een Palestijnse groep kapers, het Volksfront voor de Bevrijding van Palestina, een Lufthansa-vliegtuig te kapen en de passagiers te gijzelen. Nadat de gijzelnemers door de arrestatie-eenheid GSG 9 waren gedood, werden enkele uren later, in de vroege ochtend van 18 oktober, Baader, Ensslin en Raspe dood in hun cel aangetroffen. De officiële verklaring luidde zelfmoord, maar hieraan werd (en wordt) van diverse kanten getwijfeld. Hierop maakte de RAF haar dreiging om Hanns Martin Schleyer te doden waar: de ontvoerde werkgeversvoorzitter werd op 19 oktober dood aangetroffen in de kofferbak van een auto in het Franse Mulhouse.
Een van de kopstukken van deze tweede generatie van de RAF was Brigitte Mohnhaupt. Zij werd op 11 november 1982 opgepakt en in 1985 tot vijf keer levenslang veroordeeld. Op 12 februari 2007 werd door de Duitse justitie besloten haar vervroegd vrij te laten na 24 jaar gevangenisstraf. Op 25 maart 2007 werd ze daadwerkelijk vrijgelaten.
Een ander kopstuk binnen deze tweede generatie van de RAF was Christian Klar. Hij werd samen met Brigitte Mohnhaupt verantwoordelijk gemaakt voor de ontvoering en de dood van Hanns Martin Schleyer. Onbekend is echter hoe en met wie zich een en ander eigenlijk voltrokken heeft - zoals in haast alle RAF-aanslagen. Klar werd in 1985 tot zesmaal levenslang en vijftien jaar veroordeeld wegens negen moorden. Op 7 mei 2007 wees de Duitse bondspresident Horst Köhler een gratieverzoek af. Op 24 november 2008 werd bekendgemaakt dat Christian Klar op 3 januari 2009, na 26 jaar gevangenschap, op borgtocht vrij zou komen. De rechter oordeelde dat er geen gevaar is dat Klar in herhaling vervalt.
Begin jaren tachtig stopte een groep van 10 RAF-leden met hun activiteiten. Zij vertrokken als "Aussteiger" naar de DDR, waar zij een nieuwe identiteit kregen.
In 1990 werden daar na de val van De Muur enkele voortvluchtige voormalige RAF-leden geïdentificeerd. Het betrof de Ausstteiger Albrecht, Lotze, Helbing, Maier-Witt, Beer, Viett, Sternebeck en Friedrich.

## Derde generatie
Na de Duitse herfst (1977) was er nog een Derde generatie van de RAF. Een van de leiders hiervan was Birgit Hogefeld. Zij werd in juni 1993 gearresteerd tijdens een antiterreuroperatie. Een medeverdachte van haar en een politieagent kwamen hierbij om het leven. De derde generatie was al een stuk minder actief dan de vorige; de belangrijkste aanslag op haar naam was die op de nieuwbouw van de gevangenis in Weiterstadt op 27 maart 1993. Dit was de grootste aanslag op het continent Europa qua materiële schade. Slachtoffers vielen hierbij niet.
Birgit Hogefeld werd in 1996 veroordeeld tot een levenslange gevangenisstraf wegens de moord op een Amerikaanse militair en een bomaanslag op de Amerikaanse vliegbasis bij Frankfurt am Main in 1985. Hogefeld werd op 21 juni 2011 vrijgelaten.
Een ander lid was de kunstenares Eva Sybille Haule. Zij probeerde eind 1984 een aanslag te plegen op een NAVO-opleidingscentrum te Oberammergau. Deze aanslag mislukte door technisch falen. Verder zat ze achter de moord op de industrieel Ernst Zimmermann in februari 1985. In 1986 werd ze opgepakt en in 1994 tot levenslange gevangenisstraf veroordeeld wegens drievoudige moord en 23 pogingen tot moord. In februari 2007 verschenen er berichten in de pers dat Haule wellicht nog dat jaar vervroegd vrij zou komen uit de gevangenis van Berlijn. Uiteindelijk werd op 17 augustus door de rechtbank in Frankfurt bekendgemaakt dat Eva Sybille Haule op 21 augustus 2007 vervroegd zou worden vrijgelaten, na 21 jaar gevangen te hebben gezeten. Naderhand bleek dit bericht niet helemaal te kloppen: Haule kwam op 17 augustus op 53-jarige leeftijd vrij (met een proefperiode van vijf jaar). De onjuiste berichtgeving was bedoeld om een mediacircus te voorkomen. Haule beweert het geweld te hebben afgezworen en wordt door de Duitse justitie niet meer als gevaar voor de maatschappij beschouwd.

## De RAF in Nederland

### Den Haag
Eind jaren zeventig had de RAF schuiladressen in Nederland. Zo hielden Angelika Speitel en andere RAF-leden de ontvoerde werkgeversvoorzitter Hanns Martin Schleyer vanaf 16 september 1977 enkele dagen verborgen in een woning aan de Stevinstraat in Scheveningen (Den Haag).
In die dagen had Schleyer-ontvoerder Angelika Speitel met een mannelijke collega onder valse naam een auto gehuurd in de Trompstraat in Den Haag, waar ze na een schietpartij met de politie een arrestatie wist te ontlopen. Randy Siersema, hoofdagent van politie, raakte bij deze schietpartij zwaargewond. De ontkomen Speitel waarschuwde de overige ontvoerders in de Stevinstraat die in de nacht van 19 op 20 september Schleyer spoorslags overbrachten naar een statig pand in de Brusselse plaats Sint-Pieters-Woluwe, waar hij werd vastgehouden tot aan zijn dood.

### Utrecht / Amsterdam

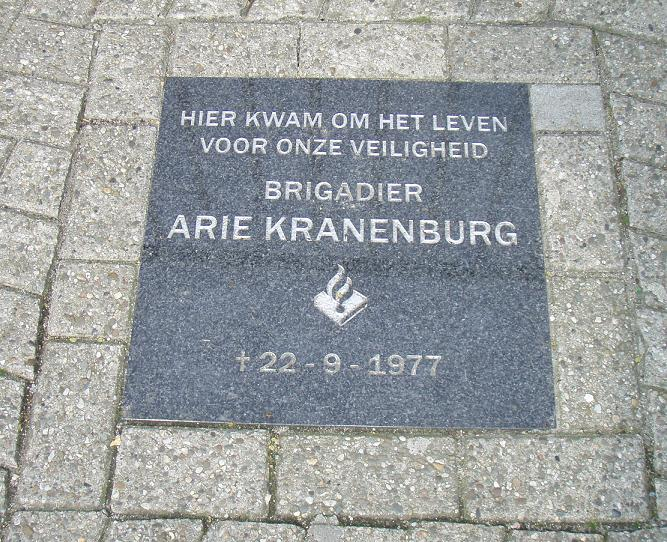
Gedenkplaat voor Arie Kranenburg

Enkele dagen na de schietpartij in Den Haag bleek ook in Utrecht een auto aan een Duitser onder een valse naam te zijn verhuurd. Op 22 september 1977, de dag dat de wagen ingeleverd moest worden, stond de politie dan ook klaar bij de verhuurder. De geplande arrestatie van Knut Folkerts liep echter volledig uit de hand. Er waren maar twee rechercheurs in de garage (Budget Autoverhuur Veemarktplein), maar er waren er wel meerdere verspreid over de daken van woningen op het Veemarktplein en in voertuigen in diezelfde straat. Brigadier-rechercheur Arie Kranenburg wilde Folkerts aanhouden, maar die schoot direct. Arie Kranenburg overleed; zijn collega Leen Pieterse raakte zwaar gewond. Vanaf de daken is er gevuurd op Folkerts (de kogelgaten waren zichtbaar in wat het Veemarktplein scheidde van de parkeerplaats van de Jaarbeurs). De arrestatie van Folkerts vond plaats door rechercheurs die de vluchtende achtervolgden langs een hek, en door postende rechercheurs in een voertuig dat al de hele dag op het plein geparkeerd stond. Niet lang daarna arresteerde de Amsterdamse politie, na een schietpartij als gevolg van de door hen opgezette valstrik, twee kameraden van Folkerts: Christof Wackernagel en Gert Schneider. Ze werden na een jaar uitgeleverd aan Duitsland, samen met Folkerts, die intussen wel in Nederland was berecht en een gevangenisstraf van 20 jaar kreeg opgelegd. Hij moest deze in Duitsland uitzitten. In 1995 kwam Folkerts voorwaardelijk vrij, in 2001 definitief. Op 31 mei 2006 werd door de rechtbank in Den Haag bepaald dat Folkerts alsnog zijn Nederlandse straf moet uitzitten.

### Kerkrade

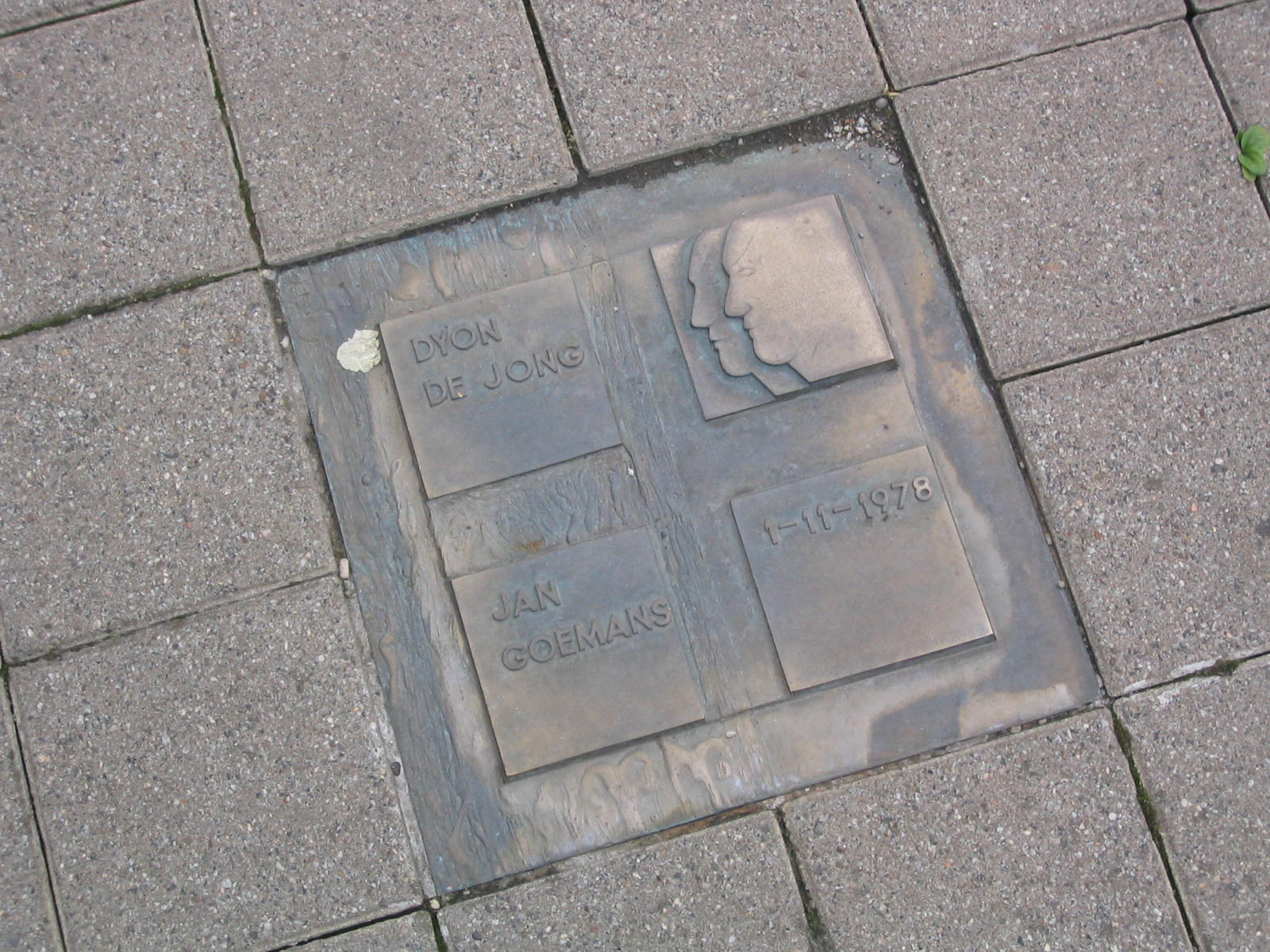
Gedenksteen in Kerkrade

Op 1 november 1978 vond op de Nieuwstraat in Kerkrade een vuurgevecht plaats. Even na twaalf uur 's middags openden de terroristen Rolf Heißler en Adelheid Schulz bij een paspoortcontrole het vuur op de douaniers Dyon de Jong en Johannes Petrus Goemans. Beide douaniers overleefden de actie niet. De twee extremisten verdwenen met een gestolen bakkersbusje richting Maastricht en gingen verder per trein richting België. Rolf Heißler werd in 1980 opgepakt en veroordeeld tot levenslange gevangenisstraf. In 2001 werd de reeds lang zieke Heißler gratie verleend waarna hij in dat jaar vrijkwam. Adelheid Schulz werd in 1982 gearresteerd en verliet de gevangenis in 2002.
Op 1 november 2003 onthulde wethouder Frans Krasovec van Kerkrade een plaquette, ter nagedachtenis aan de vermoorde douaniers. Behalve talrijke belangstellenden waren ook nabestaanden, een afvaardiging van de gemeente Kerkrade, de douane en de parochies Bleijerheide (NL) en Strass (DE) aanwezig. De plaquette is ontworpen en vervaardigd door Wim Steins.

### Bakker Schut
Een andere link met Nederland liep via de advocaat Bakker Schut. Hij stond de West-Duitse advocaat Klaus Croissant bij, en verdedigde onder andere het Nederlandse RAF-lid Ronald Augustin, die behoorde tot de eerste generatie van RAF-leden. Bakker Schut maakte het mogelijk dat de RAF-leden, die geïsoleerd waren opgesloten, met elkaar konden communiceren tot aan de 'Kontaktsperre'.

## 1998: RAF opgeheven
Op 20 april 1998 ontving het persbureau Reuters een verklaring van acht pagina's, waarin de RAF verklaarde zich te hebben opgeheven. "Vor fast 28 Jahren, am 14. Mai 1970, entstand in einer Befreiungsaktion die RAF. Heute beenden wir dieses Projekt. Die Stadtguerrilla in Form der RAF ist nun Geschichte." (Bijna 28 jaar geleden, op 14 mei 1970, ontstond tijdens een bevrijdingsactie de RAF. Vandaag beëindigen wij dit project. De stadsguerrilla in de vorm van de RAF is nu geschiedenis.) Bewijzen voor de echtheid van de verklaring bestaan overigens niet.
De acties van de RAF hebben in totaal ongeveer 48 dodelijke slachtoffers geëist. Naast politieke aanslagen, waarbij ontvoering en afpersing als middelen werden gebruikt, pleegde de RAF (zoals gebruikelijk in de stadsguerrilla) ook tal van bankovervallen en diefstallen ter financiering van haar doelstellingen. Hierbij zijn echter niet inbegrepen de doden van RAF-zijde.

## Lijst van door de RAF opgeëiste aanslagen
| Datum                     | Plaats                   | Actie | Opmerkingen                                                           |
| ------------------------- | ------------------------ | --- | --------------------------------------------------------------------- |
| 11-05-1972                | Frankfurt am Main        | Bomaanslag op een kazerne van de VS in Frankfurt am Main                                                     | 1 dode, 13 gewonden                                                   |
| 12-05-1972                | Augsburg en München      | Bomaanslag op een politiebureau in Augsburg en het LKA in München                                            | 5 gewonde politieagenten                                              |
| 16-05-1972                | Karlsruhe                | Bomaanslag op de auto van Bondsrechter Buddenberg                                                            | Zijn vrouw bestuurde de auto en raakte gewond                         |
| 19-05-1972                | Hamburg                  | Bomaanslag op Uitgeverij Axel Springer, uitgever van o.a. de Bild-Zeitung                                    | 17 gewonden                                                           |
| 24-05-1972                | Heidelberg               | Bomaanslag op het Europese hoofdkwartier van het Amerikaanse leger                                           | 3 doden, 5 gewonden                                                   |
| 25-04-1975                | Stockholm                | Bezetting van de Duitse ambassade, moord op Andreas von Mirbach en dr. Heinz Hillegaart                      | 4 doden, waarvan 2 terroristen                                        |
| 07-04-1977                | Karlsruhe                | Beschieting van rechter Siegfried Buback                                                                     | De chauffeur en een medewerker van justitie worden ook doodgeschoten  |
| 30-07-1977                | Oberursel (Taunus)       | De directeur van de Dresdner Bank, Jürgen Ponto, wordt tijdens een poging tot ontvoering in zijn huis gedood |                                                                       |
| 05-09-1977 t/m 18-10-1977 | Keulen resp. Mulhouse    | Ontvoering van werkgeversvoorzitter Hanns Martin Schleyer, Schleyer wordt uiteindelijk doodgeschoten         | 3 politieagenten en de autobestuurder worden gedood bij de ontvoering |
| 13-10-1977                | Mogadishu                | Kaping van Lufthansa-vlucht 181                                                                              | 1 dode: gezagvoerder Schumann van de Landshut                         |
| 25-06-1979                | Bergen - België          | Bomaanslag op de auto van NAVO-opperbevelhebber Alexander Haig                                               | 3 gewonde lijfwachten                                                 |
| 09-07-1986                | Straßlach                | Beschieting van Siemens-manager Karl Heinz Beckurts en bestuurder Eckhard Groppler                           |                                                                       |
| 30-11-1989                | Bad Homburg vor der Höhe | Bomaanslag op bankier Alfred Herrhausen                                                                      | Zaak onopgelost                                                       |
| 01-04-1991                | Düsseldorf               | Beschieting Detlev Karsten Rohwedder, chef van de Treuhandanstalt, in zijn huis in Düsseldorf                | Zaak onopgelost                                                       |
| 27-03-1993                | Weiterstadt              | Aanslag met explosieven op de nieuwbouw van een gevangenis                                                   | Zaak onopgelost, geen gewonden, schade: 123 miljoen DM                |

## Lijst van RAF-leden
Hieronder een (onvolledige) lijst van RAF-leden. Sommigen werden pas na hun lidmaatschap opgepakt en veroordeeld. Enkele anderen worden nog gezocht.
| Naam                    | Geboren / overleden | Band met de RAF / bijzonderheden                                        | Veroordelingen |
| ----------------------- | ------------------- | ----------------------------------------------------------------------- | --- |
| Susanne Albrecht        | 1951                | Moord op Ponto en aanslag op Alexander Haig                             | 1990: 12 jaar, voorwaardelijk vrij in 1996 |
| Andreas Baader          | 1943 - 1977         | Een van de oprichters                                                   | 1968: 3 jaar 1977: levenslang |
| Sigurd Debus            | 1942 - 1981         | Lidmaatschap in RAF werd nooit bewezen.                                 | 1974: gearresteerd bij een bankoverval. Tot 15 jaar veroordeeld. Overleed aan gevolgen dwangvoeding tijdens hongerstaking |
| Christine Dümlein       | 1949                | Verdacht van lidmaatschap                                               | 1990: verjaard |
| Gudrun Ensslin          | 1940 - 1977         | Een van de oprichters                                                   | 1968: 3 jaar 1977: levenslang |
| Knut Folkerts           | 1952                |                                                                         | 1978: tweemaal levenslang, in 1995 voorwaardelijk vrijgelaten, in 2001 definitief Justitie in Nederland heeft om uitlevering gevraagd wegens een nog openstaande veroordeling tot 20 jaar cel                                           |
| Burkhard Garweg         | 1968                | (derde generatie)                                                       | Voortvluchtig |
| Siegfried Haag          | 1944                | Kopstuk (tweede generatie). Advocaat van Andreas Baader en Holger Meins | Op 30 november 1976 opgepakt, in 1979 wegens medeplichtigheid aan moord en andere strafbare feiten tot 15 jaar cel veroordeeld. In februari 1987 vervroegd vrijgelaten, de rest van de straf werd in een voorwaardelijke straf omgezet. |
| Katharina Hammerschmidt | 1943 - 1975         | (eerste generatie)                                                      | Vnl. koerier. In 1972 gearresteerd. Tijdens detentie ziek geworden en wegens plichtsverzuim van de autoriteiten gestorven aan kanker.                                                                                                   |
| Eva Haule               | 1954                | (derde generatie)                                                       | 1988: 15 jaar, zat sinds 1986 en werd op 17 augustus 2007 voorwaardelijk vrijgelaten. |
| Rolf Heißler            | 1948                |                                                                         | 1982: levenslang, in oktober 2001 voorwaardelijk vrijgelaten. |
| Birgit Hogefeld         | 1956                | Leidster (derde generatie)                                              | 1996: levenslang, in juni 2011 vrijgelaten |
| Christian Klar          | 1952                | (tweede generatie)                                                      | 1985: vijfmaal levenslang, werd op 19 december 2008 na 26 jaar gevangenisstraf voorwaardelijk vrijgelaten. |
| Daniela Klette          | 1958                | (derde generatie)                                                       | 26 februari 2024 opgepakt |
| Andrea Klump            | 1957                | Aanklacht: lidmaatschap aan een terroristische organisatie              | 2004: 12 jaar, zit vast sinds 2001. |
| Michael Knoll           | 1957 - 1978         | Overleden aan verwondingen na vuurgevecht met politie                   | |
| Friederike Krabbe       | 1950                | Verdacht van lidmaatschap (tweede generatie)                            | Voortvluchtig |
| Hanna Krabbe            | 1945                |                                                                         | 1975: levenslang, zat vanaf 1975 en werd in 1996 vrijgelaten |
| Werner Lotze            | 1952                | (tweede generatie)                                                      | 1991: twaalf jaar |
| Horst Mahler            | 1936 - 2025         | Een van de oprichters (jurist)                                          | 1968: 10 maanden, 1974: 14 jaar, in 1980 vrijgelaten |
| Ulrike Meinhof          | 1934 - 1976         | Een van de oprichters (eerste generatie) (journaliste)                  | 1974: acht jaar |
| Holger Meins            | 1941 - 1974         | (eerste generatie)                                                      | Nooit veroordeeld. Verhongerde tijdens hongerstaking ondanks dwangvoeding. |
| Barbara Meyer           | 1956                | Verdacht van lidmaatschap                                               | Niet veroordeeld wegens verjaring. |
| Horst Ludwig Meyer      | 1956 - 1999         | Verdacht van lidmaatschap                                               | Nooit veroordeeld. Gedood door Oostenrijkse politie. |
| Brigitte Mohnhaupt      | 1949                | Leidster (tweede generatie)                                             | 1972: veroordeeld, 1977 vrijgelaten 1985: vijfmaal levenslang plus 15 jaar, werd na 24 jaar op 25 maart 2007 vrijgelaten. |
| Irmgard Möller          | 1947                |                                                                         | 1976: levenslang, in 1995 vrijgelaten |
| Jan-Carl Raspe          | 1944 - 1977         | (eerste generatie)                                                      | 1977: levenslang |
| Petra Schelm            | 1950 - 1971         | Gedood tijdens een vuurgevecht met de politie                           | |
| Gert Schneider          | 1949                | (tweede generatie)                                                      | 1980: 15 jaar, in 1987 voorwaardelijk vrijgelaten |
| Adelheid Schulz         | 1955                | Deelname aan de ontvoering van Schleyer                                 | 1985: levenslang, in 1998 voorlopig vrijgelaten, kreeg op 1 februari 2002 gratie. Haar gevangenisstraf werd sinds oktober 1998 onderbroken in verband met haar gezondheidstoestand.                                                     |
| Günter Sonnenberg       | 1954                |                                                                         | Zat vast sinds 1978, voorwaardelijk vrijgelaten in 1992 |
| Angelika Speitel        | 1952                | Deelname aan de ontvoering van Schleyer                                 | Zat vast sinds 1978, voorwaardelijk vrijgelaten in 1989 |
| Ernst-Volker Staub      | 1954                | (derde generatie)                                                       | Voortvluchtig |
| Willy Peter Stoll       | 1950 - 1978         | Vermoedelijke deelname aan Schleyer-ontvoering                          | Gedood door Duits politieteam terwijl hij in een restaurant at. |
| Christof Wackernagel    | 1951                | (tweede generatie; acteur en schrijver)                                 | 1980: 15 jaar, in 1987 voorwaardelijk vrijgelaten |
| Rolf Clemens Wagner     | 1951                | Voornamelijk in de jaren zeventig actief voor de RAF                    | Op 9 december 2003 na 24 jaar gevangenis vrijgelaten |
| Ulrich Wessel           | 1946 - 1975         |                                                                         | Overleden toen bom te vroeg afging. |